# الجسر الرابع (الموصل)
الجسر الرابع هو جسر يقع في محافظة نينوى في العراق فوق نهر دجلة يربط الساحل الأيمن و الساحل الأيسر لمدينة الموصل ،وهو رابع جسر بني في مدينة الموصل يربط ساحلها الأيمن (الدواسة) بالايسر (حي الضباط)، يبلغ طوله 1257 متر .

## تفجير الجسر الرابع في سنة 2017
في تاريخ 7 كانون الثاني/ يناير 2017 تم تفجير الجسر على يد الدولة السلامية (داعش) وجاء ذلك بعد تقدم جهاز مكافحة الاٍرهاب من اجل تحرير باقي أحياء الموصل.

## إعادة البناء
تعرض الجسر للتدمير خلال معارك تحرير الموصل مع داعش في عام 2017 أعيد اعمار الجسر وتم افتتاحة في تاريخ 2018/يناير/18 .